# آنجلا پان
آنجلا پان (انگلیسی: Angela Pan؛ زادهٔ ۳ اوت ۱۹۴۹) بازیگر اهل هنگ کنگ است.
از فیلم‌ها یا برنامه‌های تلویزیونی که وی در آن نقش داشته‌است، می‌توان به شمشیرزن یک دست و بیا و با من پیکی بزن اشاره کرد.